# Crvena Sonja (1985.)
Crvena Sonja (eng. Red Sonja) je američki fantastični pustolovni film iz 1985. godine, koji govori o Crvenoj Sonji, ratnici iz mističnog svijeta mača i čarobnjaštva. Lik Crvene Sonje stvorio je Roy Thomas za stripove o Conanu Cimmerijancu, kojega je stvorio Robert E. Howard. Film je svojevrsni nastavak filmova Conan barbarin i Conan razarač ali osim Crvene Sonje, film nema puno poveznica s Conanom, te čak i Arnold Schwarzenegger, koji je u prethodnim filmovima glumio Conana, ovdje glumi drugu osobu. Sandahl Bergman, koja je također glumila u prvom Conanu, ovdje glumi drugu ulogu.

## Radnja
Okrutna kraljica Gedren otme Talisman, tajanstveni predmet kojim je stvoren čitav svemir, kako bi zavladala svijetom. Pri tome ubije i sve čuvarice Talismana, osim Varne, jedine koja uspije pobjeći, iako teško ranjena. Varnu od Gedreninih vojnika spasi ratnik Kalidor, i Varna od njega zatraži da potraži njezinu sestru Sonju. Kalidor pronađe Sonju i odvede ju sestri, koja od nje na samrti zatraži da uništi Talisman i spriječi Gedren u njenin planovima. Sonja obeća i kreće u osvetnički pohod, jer i sama ima osobnih razloga za obračun s Gedren. Kalidor se pridružuje Sonji u pohodu, a putem im se priključuju i mladi princ Tarn, i njegov čuvar Falkon.

## Uloge
- Brigitte Nielsen - Crvena Sonja, ratnica kojoj je kraljica Gedren pobila obitelj.
- Arnold Schwarzenegger - Kalidor, vladar Hyrkanije
- Sandahl Bergman - Kraljica Gedren
- Paul L. Smith - Falkon
- Ernie Reyes Jr. - Princ Tarn
- Ronald Lacey - Ikol, Gedrenin zamjenik
- Pat Roach - Brytag
- Janet Agren - Varna, Sonjina sestra
- Donna Osterbuhr - Svećenica Kendra
- Lara Naszinsky - sluškinja kraljice Gedren
- Hans Meyer - otac Crvene Sonje
- Francesca Romana Coluzzi - majka Crvene Sonje
- Stefano Maria Mioni - Barlok, brat Crvene Sonje
- Tutte Lemkow - čarobnjak
- Tad Horino - kineski učitelj mačevanja